# Чалымкасы
Чалымкасы́ (чув. Чанкасси) — деревня в Чебоксарском районе Чувашской Республики, входит в состав Чиршкасинского сельского поселения. Располагается на правом берегу реки Унга.

## История
Жители деревни с XVIII века активно занимаются кулеткачеством. В 1886 году крестьянин из деревни Ишаки А. И. Костин основал артель кулеткачества. В 1927 году артель перерос в «Чалымкасинское кооперативное промысловое снабженческое товарищество», а позднее в «Чиганарскую кустпромартель». В послевоенное время артель занималась кулеткачеством, производством кирпича, телег и саней. С усовершенствованием техники и технологии транспортировки сыпучих грузов потребность в кулях неуклонно снижалась, а в конце 1950-х годов кулеткачество практически прекратилось. С закрытием артели в 1955 году основными местами заработка для большей части жителей деревни стали соседние колхозы и фабрики в Чебоксарах.

## Население
| 2010 | 2012 |
| ---- | ---- |
| 79   | ↗85  |

## Инфраструктура
Через всю деревню проходят улицы Молодёжная и Тельмана. В деревне из-за малочисленности отсутствуют объекты инфраструктуры. Чалымкасинцы пользуются объектами здравоохранения, образования, культуры и торговли в соседних Чиршкасах.

## Известные уроженцы
Валентин Иванович Карпов (Алиней) — чувашский писатель, журналист, краевед.